# 김사랑 (배드민턴 선수)
김사랑(1989년 8월 22일 ~ )은 대한민국의 남자 복식을 주종목으로 하는 배드민턴 선수이다. 김기정 선수가 그의 복식 파트너이며 2016년 8월 남자복식 세계랭킹 3위이다. 2014년 인천 아시안 게임 남자 복식에서 동메달을 획득했다.

## 경력
- 2008년, 한국 배드민턴 국가 대표 팀에 입단한 그는 그해 남자 복식에서 김상원과 함께 호주 국제 선수권 대회에서 우승했고, 2011년에는 남자 복식에서 우승했다.[1]
- 2012년, 그와 김기정은 일본 오픈 대회에서 첫 슈퍼 시리즈 우승을 차지했다.[2]
- 2013년, 그는 중국 타이페이와 코리아 그랑프리 골드 대회에서 챔피언이 되었다.[3]
- 2015년, 그와 김기정은 남자 복식 경기에서 한국 마스터스 그랑프리 금메달을 땄다. 그들은 2016년 대회에서 리디아 고와 신백철을 16-21,21-18, 말레이시아에서 21-14로 꺾고 중국 오픈 슈퍼 시리즈 프리미어 대회에서 홍콩과 홍콩을 잇달아 이겼다.[4]

## 학력
- 신흥초등학교
- 화도진중학교
- 인천해양과학고등학교
- 인하대학교